# Neocilnia gracilis
Neocilnia gracilis es una especie de mantis de la familia Mantidae. Es el único miembro del género monotípico Neocilnia.

## Distribución geográfica
Se encuentra en la Provincia del Cabo (Sudáfrica).